# Вазописец Афины

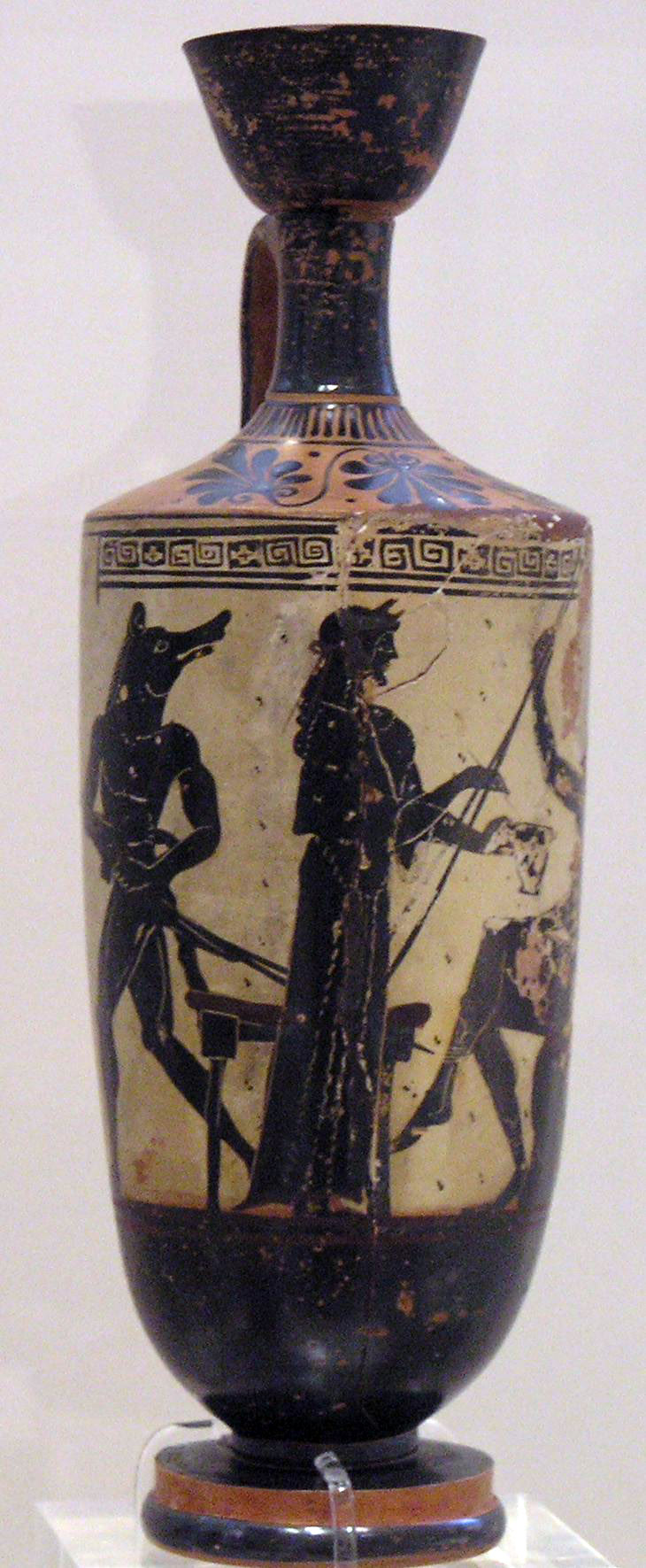
Цирцея и Одиссей. Белофонный лекиф. Вазописtц Афины. 490—480 гг. до н. э. Национальный археологический музей в Афинах.

Вазописец Афины — вазописец из Аттики, художник, работавший в чернофигурном стиле, чьё творчество приходится на 490—460 до н. э. В основном он специализировался на росписях лекифов по белому фону. Вазописец Афины был одним из последних художников, создававших работы в чернофигурном стиле.

## Имя
Так как настоящее имя художника неизвестно, используется его псевдоним, который закрепился за ним из-за изображения богини Афины на его именной вазе. Афина часто появлялась в работах вазописца.

## Мастерская и стиль
Как и вазописец Тесея, вазописец Афины продолжил традицию создания изображений на больших лекифах; кроме того, этот художник обучался искусству вазописи в той же мастерской, что и вазописец Тесея — мастерской вазописца Эдинбурга. Его работы отличаются высоким качеством. Кроме лекифов он также расписывал и ойнохойи. Его лекифы напоминают работы вазописца Эдинбурга из-за своей стандартной формы и узоров на плечиках, каковые узоры состояли из пяти пальметт между точками.
Некоторые исследователи часто отождествляют вазописца Афины с вазописцем Боудина, работавшим преимущественно в краснофигурном стиле, но, скорее всего, они просто расписывали вазы в одной мастерской. Эта мастерская являлась одним из центров, специализировавшихся на производстве лекифов в стиле росписи по белому фону, каковой стиль получил наибольшее развитие в V в. до н. э.

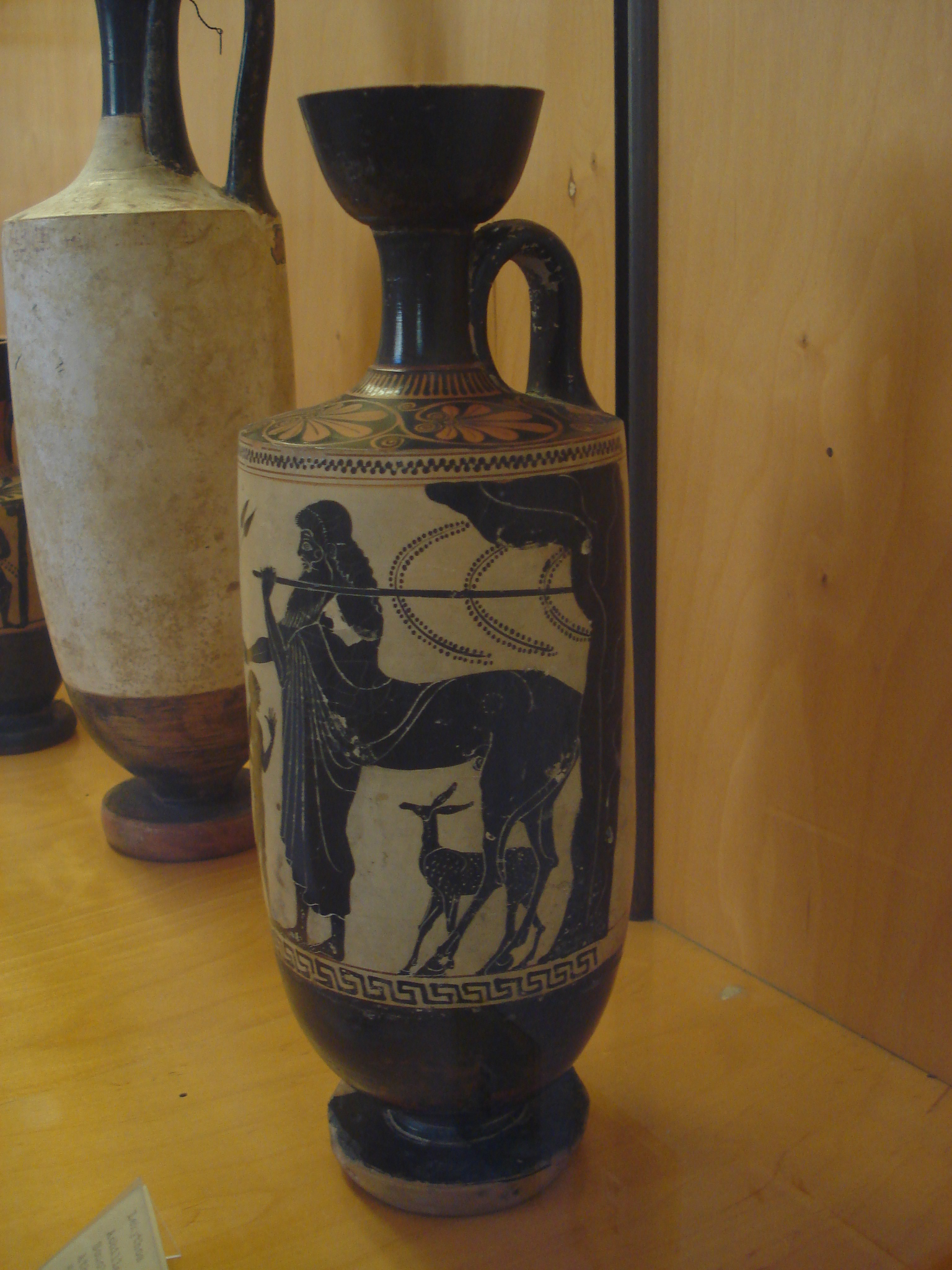
Кентавр Хирон. Школа вазописца Афины. Ок. 500 г. до н. э. Музей Антонио Салинаса, Палермо.

На вазах, расписанных художником, присутствует большое количество второстепенных персонажей, как правило, в динамичных сценах. На его ранних вазах часто изображаются всадники, сатиры и сирены. Его персонажи обычно стоят не на линии поверхности земли (как требовала традиционная манера), а поверх двух красных линий, проведенных прямо под сюжетной сценой, либо на покрытом черным лаком поле. Иногда персонажи стоят на меандре, который идет сверху черного поля. Характерной чертой художника являются овальные головы и надрезанный контур в верхней части бороды.